# Stichting Werkgroep Herkenning
Werkgroep Herkenning is een stichting die maatschappelijke hulp biedt en een luisterend oor aan nakomelingen en familieleden van personen die verdachte werden van collaboratie met de Duitse bezetter tijdens de Tweede Wereldoorlog.
De stichting richt zich op het bijstaan van kinderen, kleinkinderen, en andere familieleden van personen die in de periode 1940-1945 aan de zijde van de bezetter stonden, of zelf de bezetter waren, zoals kinderen van Duitse militairen.
De stichting fungeert als een vrijwilligersorganisatie en platform voor lotgenoten en biedt hulp en ondersteuning aan degenen die worstelen met de gevolgen van hun familiegeschiedenis.

## Geschiedenis
De werkgroep werd op 12 december 1981 in Utrecht opgericht. De oprichters van de werkgroep waren de psychiater J. Hofman, radiopastoor ds. Alje Klamer van de IKON, psycholoog Mario M. Montessori jr. en journalist Willem Scheer. Aanleiding tot de oprichting van de werkgroep was het verschijnen van een proefschrift van Hofman en de daarop volgende reacties bij het radiopastoraat van Klamer waarbij bleek dat er bij een grote groep Nederlanders met 'foute' ouders of die zelf rondliepen met de gevolgen van nazi-indoctrinaties, dringende behoefte bestond aan hulp.
In 1982 volgde een telefonische hulplijn, in 1983 een eerste landelijke bijeenkomst en in 1984 een subsidieaanvraag bij het toenmalige Ministerie van VWS. Dick Woudenberg, hulpverlener vanaf 1981, is 15 jaar voorzitter geweest.
Aanvankelijk werd de stichting niet erkend door het in 1980 opgerichte Informatie- en Coördinatieorgaan Dienstverlening Oorlogsgetroffenen (ICODO). Uiteindelijk werd in 1995 de subsidie verleend, en erkende ICODO in 1998 de stichting. De hulpverlening werd uitgebreid naar nakomelingen en familieleden van Duitse militairen.